# Motor cu 4 cilindri în linie

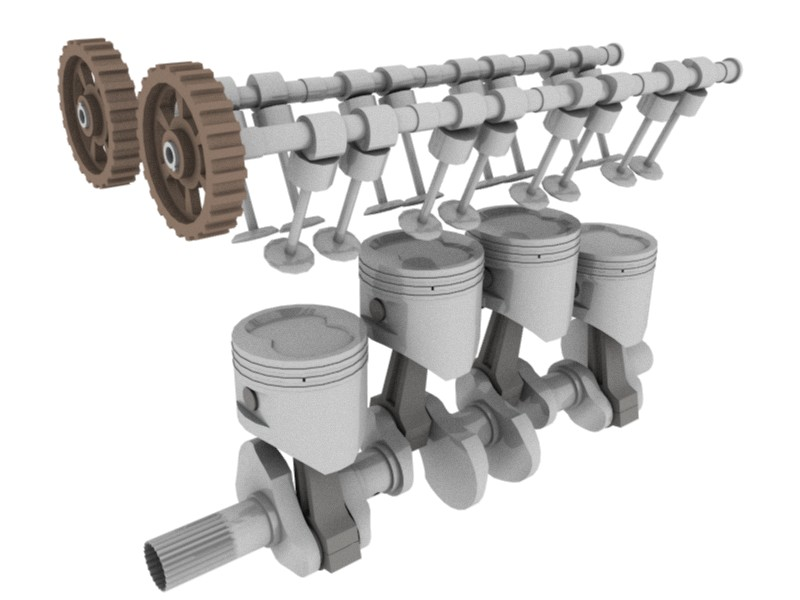
Diagrama unui motor DOHC cu patru cilindri în linie

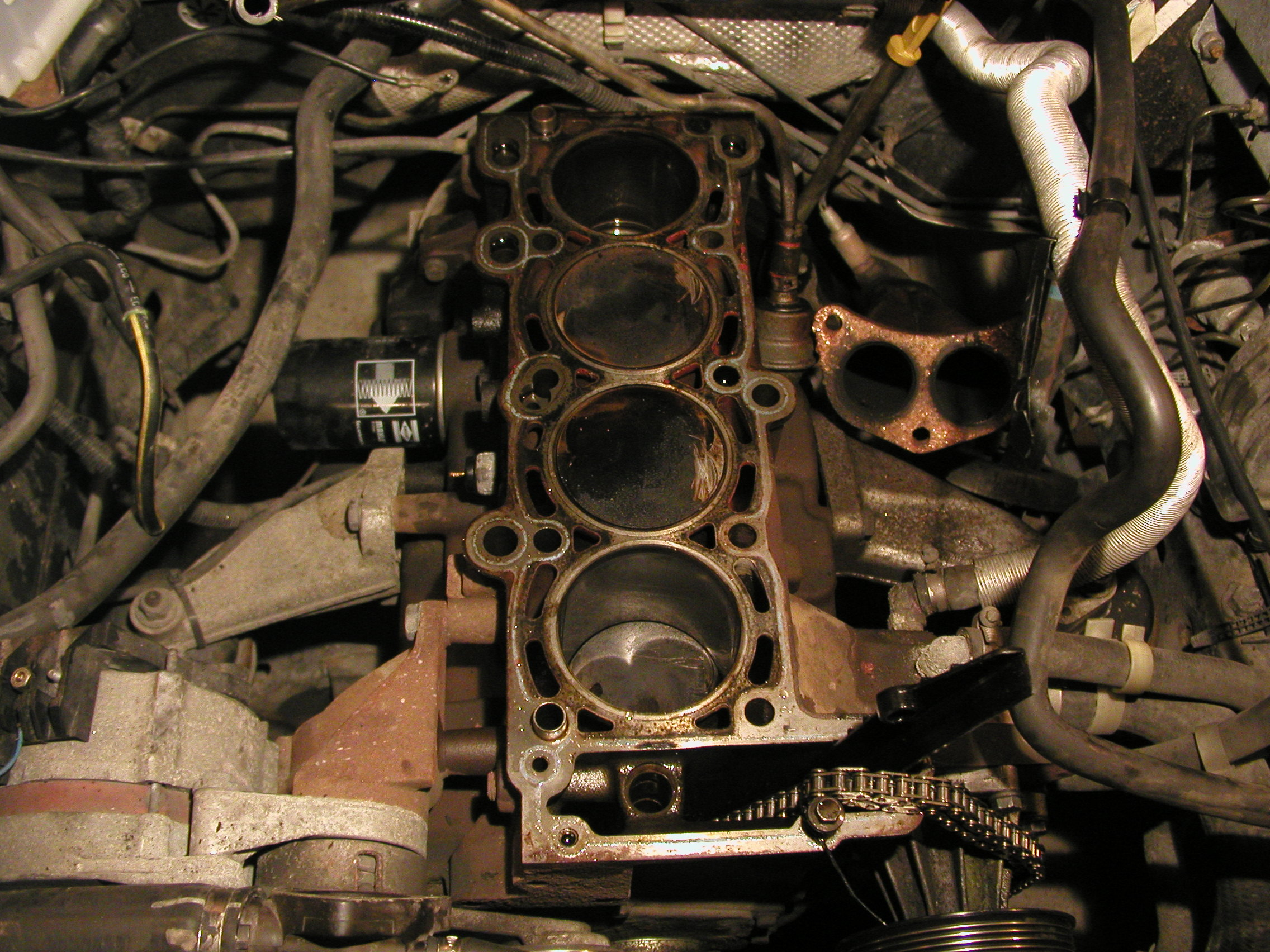
Motor Ford I4 DOHC (1989-2006) cu chiulasa demontată

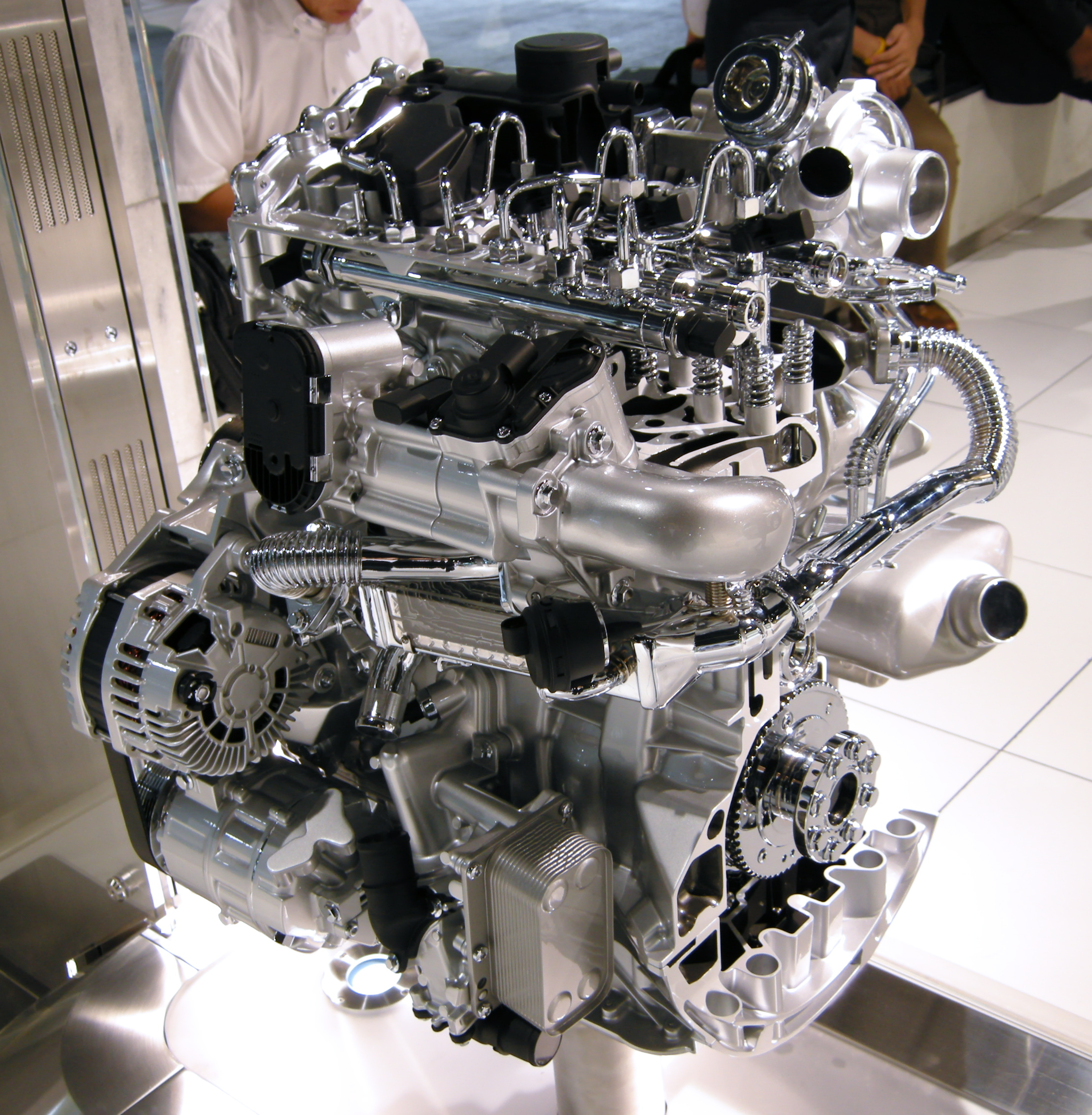
Motor diesel Nissan M9R (2006-2009)

Un motor cu patru cilindri în linie este un motor cu piston cu patru cilindri în care cilindrii sunt aranjați într-o linie de-a lungul unui arbore cotit comun.
Marea majoritate a motoarelor de automobile cu patru cilindri utilizează un aspect cu patru cilindri în linie:pp. 13–16 (cu excepția motoarelor produse de Subaru și Porsche) iar aspectul este, de asemenea, foarte comun la motociclete și alte mașini. Prin urmare, termenul „motor cu patru cilindri” este de obicei sinonim cu motoarele cu patru cilindri în linie. Majoritatea exemplelor folosesc lichid de răcire pentru a gestiona acumularea de căldură, dar sunt fabricate și exemple răcite cu aer.
Între 2005 și 2008, proporția de vehicule noi vândute în Statele Unite cu motoare cu patru cilindri a crescut de la 30% la 47%. Până în anul model 2020, ponderea vehiculelor ușoare a crescut la 59%.